# 郭本材
郭本材，湖广广济人，是一名清朝政治人物。
郭本材曾于1771年接替黄秉经任崇明县知县一职，1772年由范国泰接任。